# Tadashi Koya
Tadashi Koya (Kanagawa, 24 mei 1970) is een voormalig Japans voetballer.

## Carrière
Tadashi Koya speelde tussen 1993 en 1996 voor JEF United Ichihara en Brummell Sendai.